# Kultura w Ostrowie Wielkopolskim
Ostrów Wielkopolski należy do najważniejszych punktów na kulturalnej mapie Wielkopolski.

## Najważniejsze imprezy kulturalne

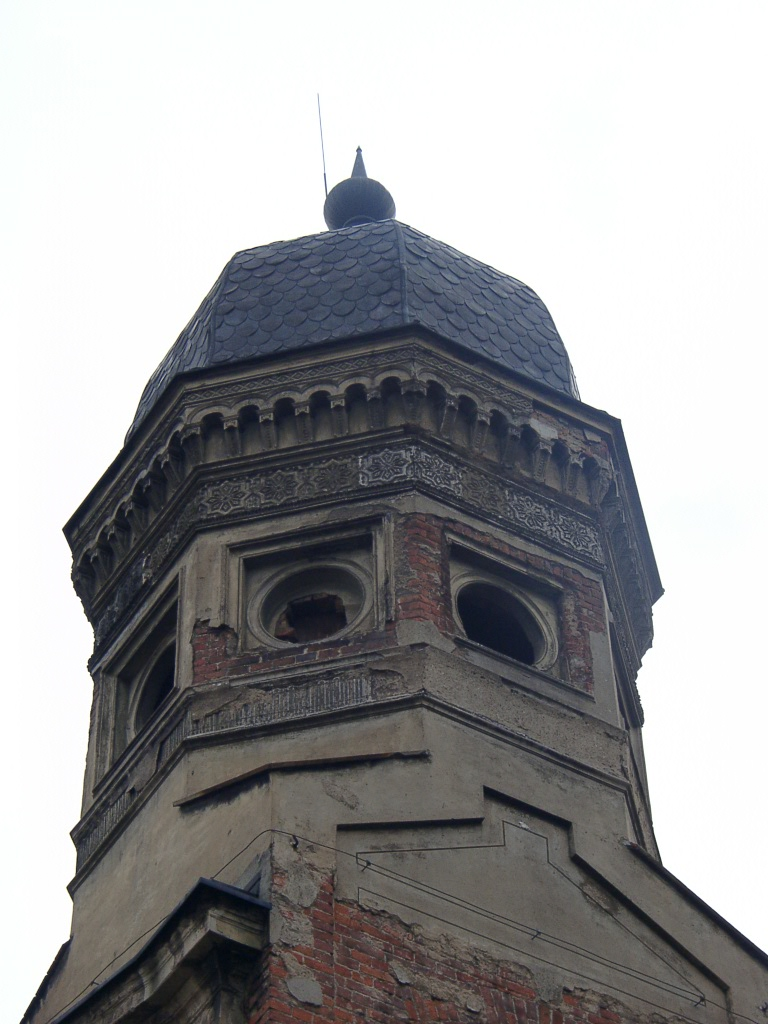
Synagoga

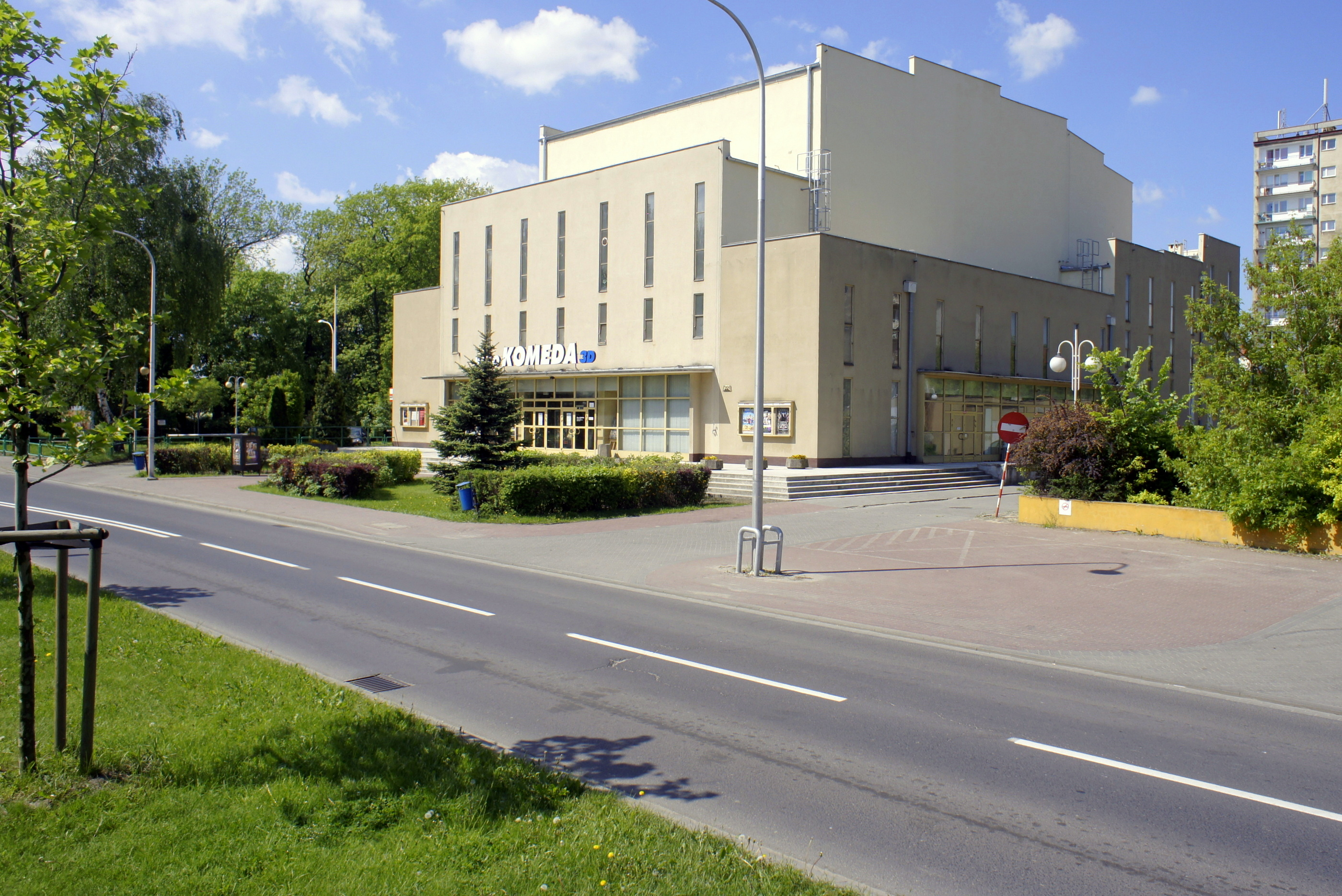
Kino Komeda

W Ostrowie odbywają się imprezy o zasięgu regionalnym, krajowym, a także międzynarodowym. Są to między innymi:
- Międzynarodowe Biennale Małej Formy Graficznej i Exlibrisu (Muzeum Miasta, Klub Nauczyciela) od 1985 oraz
- Międzynarodowa Wystawa Ekslibrisu Muzycznego (Kino Komeda, pałac w Antoninie)
- Jazz w Muzeum od 1994 oraz
- Muzeum Jazz Festiwal od 1996 (Muzeum Miasta Ostrowa, Kino Komeda)
- Konfrontacje Chopinowskie oraz
- Międzynarodowy Festiwal "Chopin w barwach jesieni" (Kino Komeda, pałac książąt Radziwiłłów w Antoninie) od 1982
- Ogólnopolski Festiwal Teatrów Niezależnych (synagoga, Centrum Ostrów)
- Ogólnopolskie Biennale Fotografii w Technikach Specjalnych Remis (Galeria Sztuki Współczesnej) od 1977
- Spotkania Muzyki Dawnej Chanterelle Festiwal (konkatedra, Kino Komeda, Zamek w Gołuchowie od 1993
- Reggae na Piaskach (na wolnym powietrzu - Park Kultury i Wypoczynku Piaski-Szczygliczka) oraz
- Ogólnopolski Festiwal "Etno–Eko Fest" (na wolnym powietrzu - Park Kultury i Wypoczynku Piaski-Szczygliczka) od 2003
- Jimiway Blues Festiwal (Centrum Ostrów) www.jimiway.pl
- Blues na Klubowej (sala klubowa Centrum Ostrów)
- Wszystko Jest Poezją (Centrum Ostrów)
- Gawęda Wielkopolska
- Salon Plastyki Egeria (Galeria Sztuki Współczesnej, Synagoga) od 1990
- Jacy Jesteśmy (Galeria Sztuki Współczesnej), wystawa ostrowskiego środowiska plastycznego, od 1998
- Festiwal Filmów na Slajdach (synagoga) w Nadstawkach i sąsiednim Odolanowie 2000-2004, w Ostrowie od 2005
- Maratony Teatralne (Scena Dramatyczna Centrum Ostrów)
- Festiwal Działań Ulicznych "Grajcy" (na wolnym powietrzu, Rynek) od 2005
- Festiwal Piosenki Harcerskiej i Turystycznej (Centrum Ostrów)
- Przegląd Filmów Animowanych (Centrum Ostrów) od 2004
- Ogólnopolski Przegląd Filmów Przyrodniczych (Centrum Ostrów)
- Ogólnopolski Przegląd Chórów Nauczycielskich (org. Polski Związek Chórów i Orkiestr w Ostrowie Wielkopolskim) od 1993
- Letni Festiwal Orkiestr Dętych Południowej Wielkopolski (na wolnym powietrzu, Rynek w Ostrowie, Główny Rynek w Kaliszu) od 2006

a także:
- Ostrowski Festiwal Nauki (Zespół Szkół Technicznych, Zespół Szkół Ponadgimnazjalnych-CKU w Przygodzicach) od 2005, II edycja pod patronatem honorowym Ministra Nauki i Szkolnictwa Wyższego

## Centra kultury

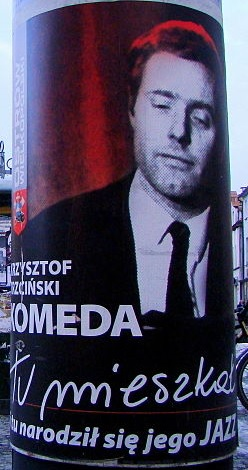
Galeria na słupie. Przypomnienie postaci Krzysztofa Komedy

Spośród różnorodnych instytucji kulturalnych największe znaczenie mają trzy: Centrum Kultury Komeda, Centrum Ostrów oraz Powiatowa Galeria Sztuki Współczesnej. Oprócz instytucji znaczącą rolę animatorską odgrywają stowarzyszenia kulturalne (chopinowskie, śpiewacze - miasto posiada bogate tradycje chóralne, teatry amatorskie i in.).

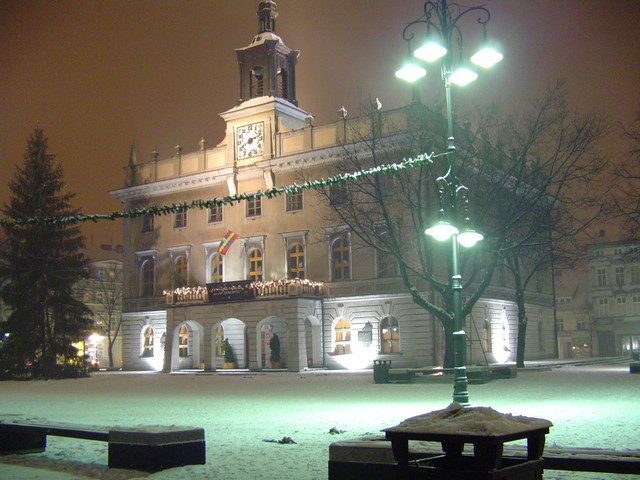
Ratusz

- Centrum Ostrów (amatorska scena dramatyczna, scena impresaryjna i kinowa, scena klubowa, Restauracja Literacka, Galeria Na Dole, Miejska Biblioteka Publiczna im. Rowińskiego)
- teatry amatorskie (Scena Dramatyczna Centrum Ostrów, Teatr Czar(ny) MDK i in.)
- synagoga wykorzystywana jako scena impresaryjna (Ogólnopolski Festiwal Teatrów Niezależnych)
- Powiatowa Galeria Sztuki Współczesnej
- Galeria Na Pięterku
- Galeria u Szewca
- Galeria "13"
- miejsca pełniące funkcje galerii promocyjnych, wystawiające także prace młodych ostrowskich artystów:
  - sala operacyjna Banku Ochrony Środowiska
  - Muzeum Miasta Ostrowa
  - "Galeria u Rzeźnika" (prace więźniów z ostrowskiego aresztu śledczego)

## Muzea

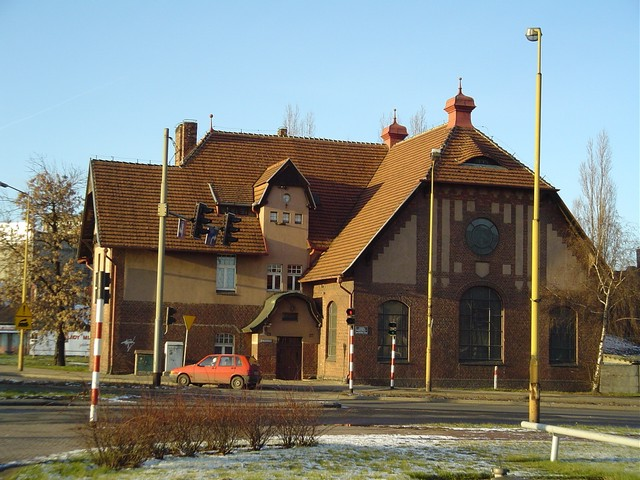
Stara Przepompownia

Uzupełnieniem oferty kulturalnej miasta są cztery muzea.
- Muzeum Miasta Ostrowa Wielkopolskiego
Wystawy stałe i czasowe, zbiory głównie historyczne, bogaty zbiór starych pocztówek związanych z miastem i regionem; goszczące największe sławy polskiego, ale także międzynarodowego jazzu, koncerty corocznego "Muzeum Jazz Festiwal" (wcześniej także cykliczne "Jazz w Muzeum", przeniesione w 2005 roku do kina Komeda), coroczne Międzynarodowe Biennale Małej Formy Graficznej i Ex-librisu (bogate zbiory), od 2005 roku oddział w Starej Przepompowni (w trakcie organizacji).
- Skansen Pszczelarski im. Marty i Edwarda Pawlaków
Posiada zbiory tematyczne oraz liczne ule, często bardzo oryginalne i bogato zdobione (m.in. stylizowane na ratusze ostrowski i sulmierzycki).
- Muzeum Garnizonu Ostrowskiego
- dawny konwikt arcybiskupi -  Pracownia Artystyczno-Konserwatorska Diecezji Kaliskiej i Muzeum